# Papisa Ivana
Papisa Ivana (lat. Ioannes Anglicus VIII), legendarni ženski papa, koja je navodno vladala pod imenom Ivan VIII., od 855. do 857. godine, između pontifikata pape Lava IV. (847. – 855.) i Benedikta III. (855. – 858.). Legenda se prvi put pojavila u kronikama u 13. stoljeću te se proširila Europom. Priču se stoljećima držalo istinitom, ali ju većina današnjih povjesničara smatra izmišljenom.
Većina priča opisuje papisu Ivanu kao sposobnu i obrazovanu ženu koja je sakrila svoj rodni identitet te je uspjela napredovati u crkvenoj hijerarhiji da bi naposljetku bila izabrana za papu. Njen stvarni identitet otkriven je nakon što je dobila trudove za vrijeme procesije od bazilike sv. Petra prema lateranskoj bazilici, nakon čega je bila svrgnuta i kamenovana do smrti, dok drugi izvori tvrde da je preminula tijekom poroda.
Jedan od najstarijih izvora za legendu o papisi Ivani je kronika "O sedam darova Duha Svetoga" (De septem donis Spiritu Sancti), koju je u 13. stoljeću napisao francuski dominikanac Stephen of Bourbon, koji je Ivanin izbor za papu smjestio u 1100. godinu. U tom izvoru opisuje se neimenovana papisa koja je bistra pisarka imenovana za papinog bilježnika te je kasnije bila izabrana za novoga papu. Bila je trudna u trenutku izbora te je rodila dijete u procesiji koja se kretala prema bazilici Sv. Ivana Lateranskog, nakon čega je izvedena iz Rima i kamenovana do smrti. Legenda se širila krajem 13. stoljeća, većinom uz pomoć redovnika koji su interpolirali "Kroniku papa i careva" (Chronicon pontificum et imperatorum) koju je istom stoljeću napisao poljski dominikanac Martin iz Opave († 1278.). Prema njegovoj priči, Ivana je bila rođena u njemačkom gradu Mainzu. Potporu tvrdnji da je papisa bila ubijena nakon razotkrivanja na licu mjesta nastalo je iz činjenice da su kasnije papinske procesije izbjegavale određene ulice prema Lateranu, osobito one koje su spomenute u legendi, gdje se dogodilo oskrvnuće.
U prvim verzijama legende, papisa je bila neimenovana, a kasnije su navođena imena poput Agnes ili Giliberte, a ime Ivana je prevladalo u zapisima tek u 14. stoljeću. Moguće je da je jezgru za nastanak legende činio veliki utjecaj na papinstvo kojeg je ispoljavala moćna rimska senatorica Marozija i njena majka Teodora u 10. stoljeću.